# Grand Prix Belgii 2019
Grand Prix Belgii 2019, oficjalnie Formula 1 Johnnie Walker Belgian Grand Prix 2019 – trzynasta runda eliminacji Mistrzostw Świata Formuły 1 w sezonie 2019. Grand Prix odbyło się w dniach 30 sierpnia–1 września 2019 roku na torze Circuit de Spa-Francorchamps w Stavelot.

## Lista startowa
| Nr | Kierowca           | Zespół                           | Samochód                      | Silnik           | Opony |
| -- | ------------------ | -------------------------------- | ----------------------------- | ---------------- | ----- |
| 3  | Daniel Ricciardo   | Renault F1 Team                  | Renault R.S.19                | Renault 1.6T V6  | P     |
| 4  | Lando Norris       | McLaren F1 Team                  | McLaren MCL34                 | Renault 1.6T V6  | P     |
| 5  | Sebastian Vettel   | Scuderia Ferrari Mission Winnow  | Ferrari SF90                  | Ferrari 1.6T V6  | P     |
| 7  | Kimi Räikkönen     | Alfa Romeo Racing                | Alfa Romeo C38                | Ferrari 1.6T V6  | P     |
| 8  | Romain Grosjean    | Rich Energy Haas F1 Team         | Haas VF-19                    | Ferrari 1.6T V6  | P     |
| 10 | Pierre Gasly       | Red Bull Toro Rosso Honda        | Toro Rosso STR14              | Honda 1.6T V6    | P     |
| 11 | Sergio Pérez       | SportPesa Racing Point F1 Team   | Racing Point RP19             | Mercedes 1.6T V6 | P     |
| 16 | Charles Leclerc    | Scuderia Ferrari Mission Winnow  | Ferrari SF90                  | Ferrari 1.6T V6  | P     |
| 18 | Lance Stroll       | SportPesa Racing Point F1 Team   | Racing Point RP19             | Mercedes 1.6T V6 | P     |
| 20 | Kevin Magnussen    | Rich Energy Haas F1 Team         | Haas VF-19                    | Ferrari 1.6T V6  | P     |
| 23 | Alexander Albon    | Aston Martin Red Bull Racing     | Red Bull RB15                 | Honda 1.6T V6    | P     |
| 26 | Daniił Kwiat       | Red Bull Toro Rosso Honda        | Toro Rosso STR14              | Honda 1.6T V6    | P     |
| 27 | Nico Hülkenberg    | Renault F1 Team                  | Renault R.S.19                | Renault 1.6T V6  | P     |
| 33 | Max Verstappen     | Aston Martin Red Bull Racing     | Red Bull RB15                 | Honda 1.6T V6    | P     |
| 44 | Lewis Hamilton     | Mercedes-AMG Petronas Motorsport | Mercedes AMG F1 W10 EQ Power+ | Mercedes 1.6T V6 | P     |
| 55 | Carlos Sainz Jr.   | McLaren F1 Team                  | McLaren MCL34                 | Renault 1.6T V6  | P     |
| 63 | George Russell     | ROKiT Williams Racing            | Williams FW42                 | Mercedes 1.6T V6 | P     |
| 77 | Valtteri Bottas    | Mercedes-AMG Petronas Motorsport | Mercedes AMG F1 W10 EQ Power+ | Mercedes 1.6T V6 | P     |
| 88 | Robert Kubica      | ROKiT Williams Racing            | Williams FW42                 | Mercedes 1.6T V6 | P     |
| 99 | Antonio Giovinazzi | Alfa Romeo Racing                | Alfa Romeo C38                | Ferrari 1.6T V6  | P     |
| Nr | Kierowca           | Zespół                           | Samochód                      | Silnik           | Opony |

## Wyniki

### Sesje treningowe
Źródło: formula1.com
| Sesja | Nr | Kierowca         | Konstruktor | Czas     | Okr. |
| ----- | -- | ---------------- | ----------- | -------- | ---- |
| 1     | 5  | Sebastian Vettel | Ferrari     | 1:44,574 | 20   |
| 2     | 16 | Charles Leclerc  | Ferrari     | 1:44,123 | 28   |
| 3     | 16 | Charles Leclerc  | Ferrari     | 1:44,206 | 9    |

### Kwalifikacje
Źródło: formula1.com
| P                    | Nr | Kierowca           | Konstruktor  | Czasy w kwalifikacjach | Czasy w kwalifikacjach | Czasy w kwalifikacjach | Poz. s. |
| P                    | Nr | Kierowca           | Konstruktor  | Q1                     | Q2                     | Q3                     | Poz. s. |
| -------------------- | -- | ------------------ | ------------ | ---------------------- | ---------------------- | ---------------------- | ------- |
| 1                    | 16 | Charles Leclerc    | Ferrari      | 1:43,587               | 1:42,938               | 1:42,519               | 1       |
| 2                    | 5  | Sebastian Vettel   | Ferrari      | 1:44,109               | 1:43,037               | 1:43,267               | 2       |
| 3                    | 44 | Lewis Hamilton     | Mercedes     | 1:45,260               | 1:43,592               | 1:43,282               | 3       |
| 4                    | 77 | Valtteri Bottas    | Mercedes     | 1:45,141               | 1:43,980               | 1:43,415               | 4       |
| 5                    | 33 | Max Verstappen     | Red Bull     | 1:44,622               | 1:44,132               | 1:43,690               | 5       |
| 6                    | 3  | Daniel Ricciardo   | Renault      | 1:45,560               | 1:44,103               | 1:44,257               | 101     |
| 7                    | 27 | Nico Hülkenberg    | Renault      | 1:45,899               | 1:44,549               | 1:44,542               | 121     |
| 8                    | 7  | Kimi Räikkönen     | Alfa Romeo   | 1:45,842               | 1:44,140               | 1:44,557               | 6       |
| 9                    | 11 | Sergio Pérez       | Racing Point | 1:45,732               | 1:44,707               | 1:44,706               | 7       |
| 10                   | 20 | Kevin Magnussen    | Haas         | 1:45,839               | 1:44,738               | 1:45,086               | 8       |
| 11                   | 8  | Romain Grosjean    | Haas         | 1:45,694               | 1:44,797               |                        | 9       |
| 12                   | 4  | Lando Norris       | McLaren      | 1:46,154               | 1:44,847               |                        | 11      |
| 13                   | 18 | Lance Stroll       | Racing Point | 1:46,000               | 1:45,047               |                        | 162     |
| 14                   | 23 | Alexander Albon    | Red Bull     | 1:45,528               | 1:45,799               |                        | 172     |
| 15                   | 99 | Antonio Giovinazzi | Alfa Romeo   | 1:45,637               | —                      |                        | 182     |
| 16                   | 10 | Pierre Gasly       | Toro Rosso   | 1:46,435               |                        |                        | 13      |
| 17                   | 55 | Carlos Sainz Jr.   | McLaren      | 1:46,507               |                        |                        | 153     |
| 18                   | 26 | Daniił Kwiat       | Toro Rosso   | 1:46,518               |                        |                        | 192     |
| 19                   | 63 | George Russell     | Williams     | 1:47,548               |                        |                        | 14      |
| NS                   | 88 | Robert Kubica      | Williams     | 1:47,548               |                        |                        | PL4     |
| 107% czasu: 1:50,838 |    |                    |              |                        |                        |                        |         |

Uwagi
- 1 — Daniel Ricciardo i Nico Hülkenberg otrzymali karę cofnięcia o 5 pozycji za wymianę elementów silnika ponad regulaminowy limit
- 2 — Lance Stroll, Alexander Albon, Antonio Giovinazzi i Daniił Kwiat zostali cofnięci na koniec stawki za wymianę elementów silnika ponad regulaminowy limit. Dodatkowo Giovinazzi i Kwiat otrzymali karę cofnięcia o 5 pozycji za nieregulaminową wymianę skrzyni biegów, ale nie wpłynęło to na ich ostateczną pozycję
- 3 — Carlos Sainz Jr. otrzymał karę cofnięcia o 15 pozycji za wymianę elementów silnika ponad regulaminowy limit
- 4 — Robert Kubica nie ustanowił czasu podczas kwalifikacji. Decyzją sędziów został dopuszczony do udziału w wyścigu. Został zobowiązany do startu z alei serwisowej ze względu na wymianę części silnika i przedniego skrzydła łamiąc zasady parku zamkniętego. Dodatkowo otrzymał karę cofnięcia o 5 pozycji za nieregulaminową wymianę skrzyni biegów

### Wyścig
Źródło: formula1.com
| P  | Nr | Kierowca           | Konstruktor  | Okr. | Czas              | Start | Punkty |
| -- | -- | ------------------ | ------------ | ---- | ----------------- | ----- | ------ |
| 1  | 16 | Charles Leclerc    | Ferrari      | 44   | 1:23:45,710       | 1     | 25     |
| 2  | 44 | Lewis Hamilton     | Mercedes     | 44   | +0,981            | 3     | 18     |
| 3  | 77 | Valtteri Bottas    | Mercedes     | 44   | +12,585           | 4     | 15     |
| 4  | 5  | Sebastian Vettel   | Ferrari      | 44   | +26,422           | 2     | 131    |
| 5  | 23 | Alexander Albon    | Red Bull     | 44   | +1:21,325         | 17    | 10     |
| 6  | 11 | Sergio Pérez       | Racing Point | 44   | +1:24,448         | 7     | 8      |
| 7  | 26 | Daniił Kwiat       | Toro Rosso   | 44   | +1:29,657         | 19    | 6      |
| 8  | 27 | Nico Hülkenberg    | Renault      | 44   | +1:46,639         | 12    | 4      |
| 9  | 10 | Pierre Gasly       | Toro Rosso   | 44   | +1:49,168         | 13    | 2      |
| 10 | 18 | Lance Stroll       | Racing Point | 44   | +1:49,838         | 16    | 1      |
| 11 | 4  | Lando Norris       | McLaren      | 43   | NU (utrata mocy)† | 11    |        |
| 12 | 20 | Kevin Magnussen    | Haas         | 43   | +1 okrążenie      | 8     |        |
| 13 | 8  | Romain Grosjean    | Haas         | 43   | +1 okrążenie      | 9     |        |
| 14 | 3  | Daniel Ricciardo   | Renault      | 43   | +1 okrążenie      | 10    |        |
| 15 | 63 | George Russell     | Williams     | 43   | +1 okrążenie      | 14    |        |
| 16 | 7  | Kimi Räikkönen     | Alfa Romeo   | 43   | +1 okrążenie      | 6     |        |
| 17 | 88 | Robert Kubica      | Williams     | 43   | +1 okrążenie      | PL    |        |
| 18 | 99 | Antonio Giovinazzi | Alfa Romeo   | 42   | NU (wypadek)†     | 18    |        |
| NS | 55 | Carlos Sainz Jr.   | McLaren      | 1    | NU (utrata mocy)  | 15    |        |
| NS | 33 | Max Verstappen     | Red Bull     | 0    | NU (wypadek)      | 5     |        |

Uwagi
- 1 — Jeden dodatkowy punkt jest przyznawany kierowcy, który ustanowił najszybsze okrążenie w wyścigu, pod warunkiem, że ukończył wyścig w pierwszej 10
- † — Mimo nieukończenia wyścigu, zawodnik został sklasyfikowany, ponieważ przejechał 90% długości wyścigu

### Najszybsze okrążenie
Źródło: formula1.com
| Nr | Kierowca         | Konstruktor | Czas     | Okr. |
| -- | ---------------- | ----------- | -------- | ---- |
| 5  | Sebastian Vettel | Ferrari     | 1:46,409 | 36   |

## Klasyfikacja po wyścigu

### Kierowcy
| P  | +/− | Kierowca           | Starty | Punkty | P1 | P2 | P3 | PP | NO | NS |
| -- | --- | ------------------ | ------ | ------ | -- | -- | -- | -- | -- | -- |
| 1  | 0   | Lewis Hamilton     | 13     | 268    | 8  | 3  | –  | 4  | 2  | –  |
| 2  | 0   | Valtteri Bottas    | 13     | 203    | 2  | 5  | 3  | 4  | 2  | 1  |
| 3  | 0   | Max Verstappen     | 13     | 181    | 2  | 1  | 2  | 1  | 3  | 1  |
| 4  | 0   | Sebastian Vettel   | 13     | 169    | –  | 3  | 3  | 1  | 2  | –  |
| 5  | 0   | Charles Leclerc    | 13     | 157    | 1  | 1  | 4  | 3  | 2  | 2  |
| 6  | 0   | Pierre Gasly       | 13     | 65     | –  | –  | –  | –  | 2  | 1  |
| 7  | 0   | Carlos Sainz Jr.   | 13     | 58     | –  | –  | –  | –  | –  | 2  |
| 8  | +1  | Daniił Kwiat       | 13     | 33     | –  | –  | 1  | –  | –  | 2  |
| 9  | −1  | Kimi Räikkönen     | 13     | 31     | –  | –  | –  | –  | –  | –  |
| 10 | +5  | Alexander Albon    | 13     | 26     | –  | –  | –  | –  | –  | 1  |
| 11 | −1  | Lando Norris       | 13     | 24     | –  | –  | –  | –  | –  | 3  |
| 12 | −1  | Daniel Ricciardo   | 13     | 22     | –  | –  | –  | –  | –  | 3  |
| 13 | +3  | Sergio Pérez       | 13     | 21     | –  | –  | –  | –  | –  | 1  |
| 14 | 0   | Nico Hülkenberg    | 13     | 21     | –  | –  | –  | –  | –  | 2  |
| 15 | −3  | Lance Stroll       | 13     | 19     | –  | –  | –  | –  | –  | 1  |
| 16 | −3  | Kevin Magnussen    | 13     | 18     | –  | –  | –  | –  | –  | 1  |
| 17 | 0   | Romain Grosjean    | 13     | 8      | –  | –  | –  | –  | –  | 6  |
| 18 | 0   | Antonio Giovinazzi | 13     | 1      | –  | –  | –  | –  | –  | 1  |
| 19 | 0   | Robert Kubica      | 13     | 1      | –  | –  | –  | –  | –  | –  |
| 20 | 0   | George Russell     | 13     | 0      | –  | –  | –  | –  | –  | –  |
| P  | +/− | Kierowca           | Starty | Punkty | P1 | P2 | P3 | PP | NO | NS |

### Konstruktorzy
| P  | +/− | Konstruktor               | Starty | Punkty | P1 | P2 | P3 | PP | NO | NS |
| -- | --- | ------------------------- | ------ | ------ | -- | -- | -- | -- | -- | -- |
| 1  | 0   | Mercedes                  | 26     | 471    | 10 | 8  | 3  | 8  | 4  | 1  |
| 2  | 0   | Ferrari                   | 26     | 326    | 1  | 4  | 7  | 4  | 4  | 2  |
| 3  | 0   | Red Bull Racing-Honda     | 26     | 254    | 2  | 1  | 2  | 1  | 5  | 2  |
| 4  | 0   | McLaren-Renault           | 26     | 82     | –  | –  | –  | –  | –  | 5  |
| 5  | 0   | Scuderia Toro Rosso-Honda | 26     | 51     | –  | –  | 1  | –  | –  | 3  |
| 6  | 0   | Renault                   | 26     | 43     | –  | –  | –  | –  | –  | 5  |
| 7  | +1  | Racing Point-BWT Mercedes | 26     | 40     | –  | –  | –  | –  | –  | 2  |
| 8  | −1  | Alfa Romeo Racing-Ferrari | 26     | 32     | –  | –  | –  | –  | –  | 1  |
| 9  | 0   | Haas-Ferrari              | 26     | 26     | –  | –  | –  | –  | –  | 7  |
| 10 | 0   | Williams-Mercedes         | 26     | 1      | –  | –  | –  | –  | –  | –  |
| P  | +/− | Konstruktor               | Starty | Punkty | P1 | P2 | P3 | PP | NO | NS |